# Val-d'Ornain
 Val-d'Ornain  là một xã thuộctỉnh Meuse trong vùng Grand Est đông bắc nước Pháp. Xã này nằm ở khu vực có độ cao trung bình 166 mét trên mực nước biển. Dân số theo điều tra năm 1999 của INSEE là 897 người.